# NGC 2674
NGC 2674 (również PGC 24785) – galaktyka spiralna (Sa), znajdująca się w gwiazdozbiorze Hydry. Odkrył ją w roku 1886 Ormond Stone.